# Агелмунд
Агелмунд (Agelmund) е син на херцог Айо и първият крал на лангобардите. Царува 33 години през 4 и 5 век.
Агелмунд довежда, сменилите вече името си от винили (Winniler) на лангобарди в страната на българите. Там стават безгрижни и българите (vulgares) една нощ ги нападат, избиват много войници и самия крал. Отвличат дъщерята на Агелмунд. 439 г.(?) 
Новоизбраният крал Ламисио (Lamissio) побеждава българите в една страшна битка. След доста години в завоюваната страна на българите, лангобардите се оттеглят през 489 в страната на ругите (Rugier), Долна Австрия, на север от Дунав.